# Acleris literana
Acleris literana là một loài bướm đêm thuộc họ Tortricidae. Nó được tìm thấy ở hầu hết châu Âu. Nó cũng được tìm thấy ở Cận Đông.
Loài này có bề ngoài tuy khác nhau nhưng tựu trung đều là kết hợp giữa màu nền xanh lá nhợt và các đốm đen đen trăng trắng.
Sải cánh dài 18–21 mm. Con trưởng thành bay từ tháng 8 đến tháng 9 và từ tháng 4 đến tháng 5 sau khi ngủ đông lúc đã trưởng thành.
Ấu trùng ăn các loài sồi (Quercus). Chúng sống trong lá cây cuộn tròn với tổ kén.

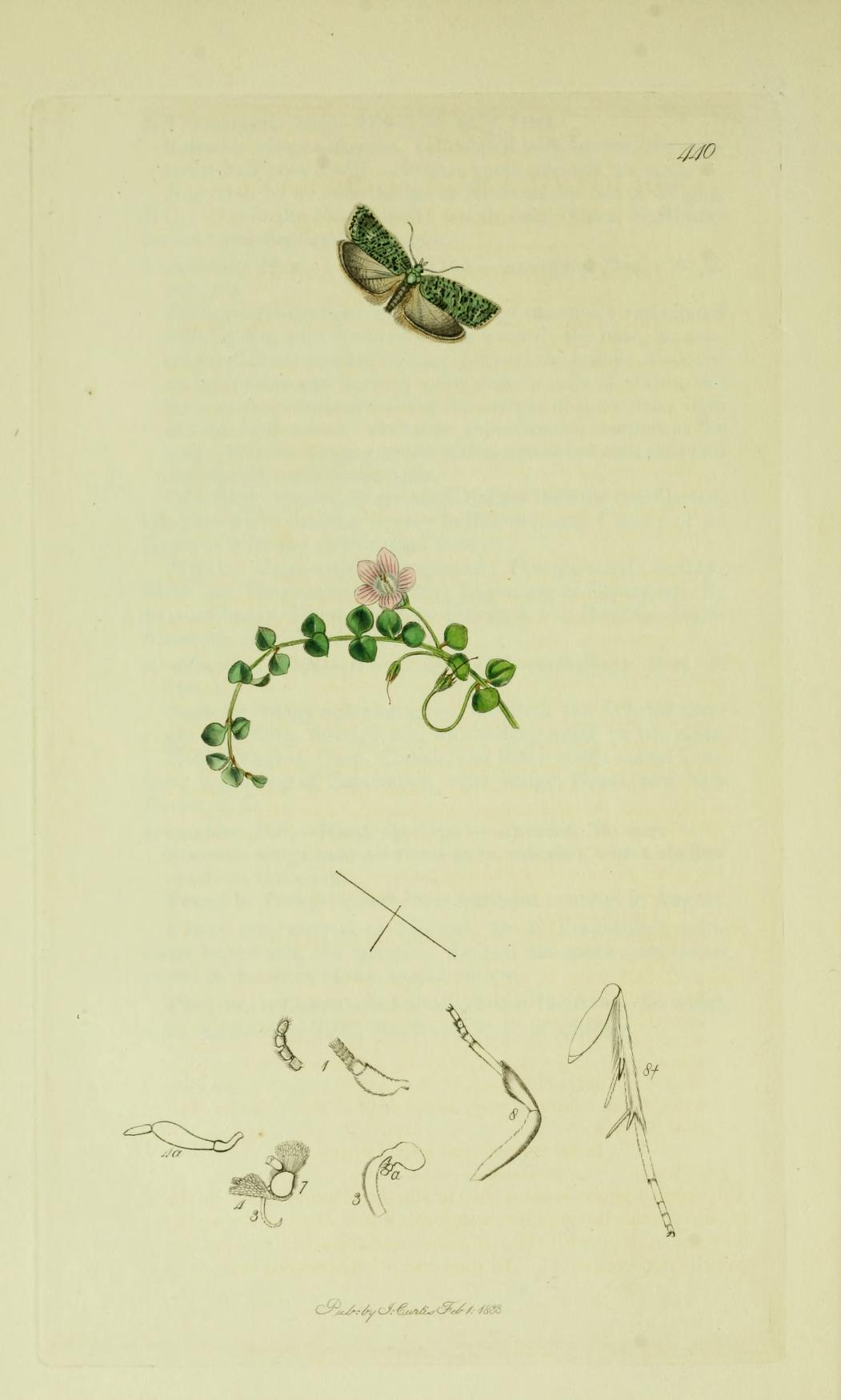
Hình minh họa trong British Entomology tập 6 của John Curtis
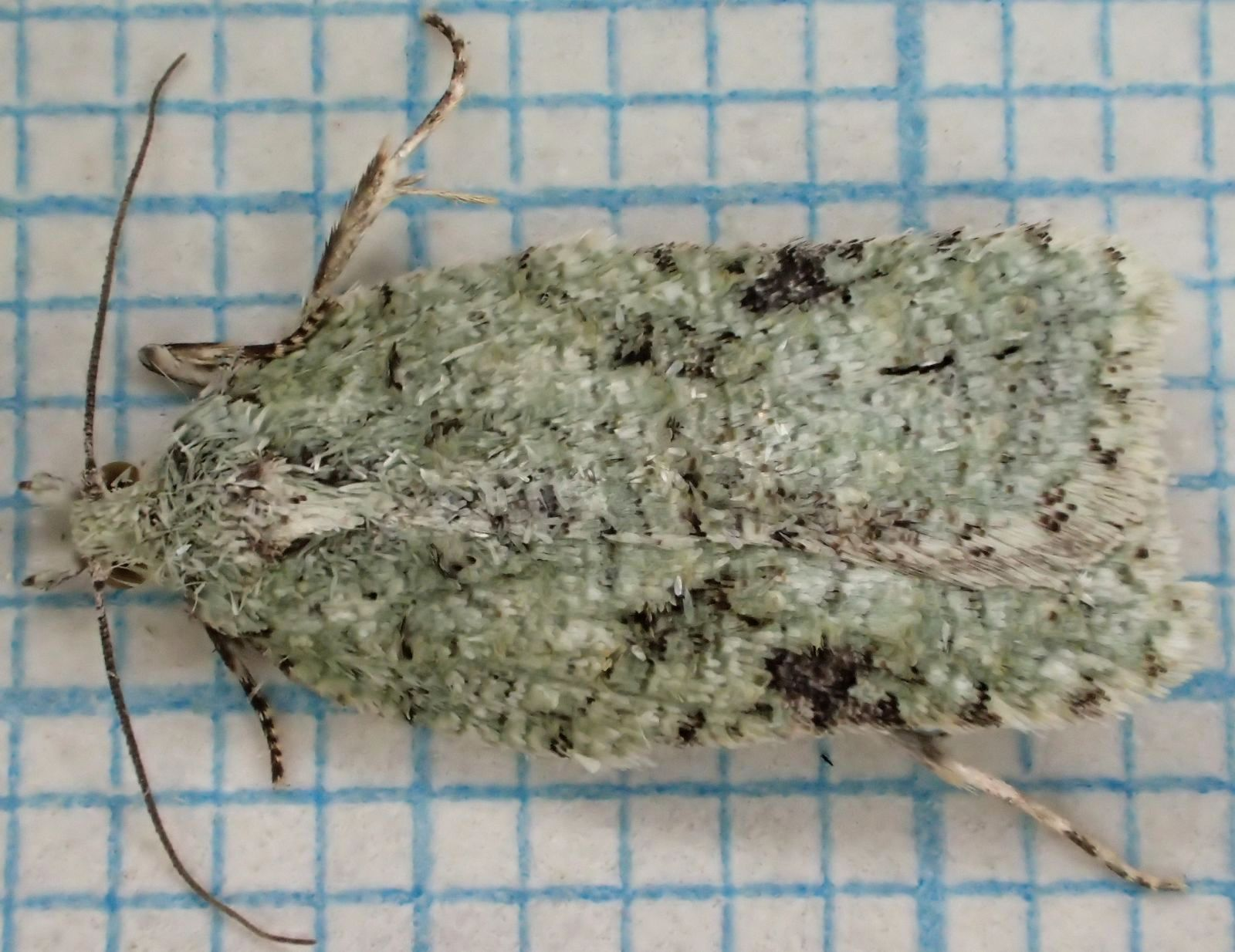